# Constitució de la República de Xile
La Constitució de la República de Xile és la norma fonamental escrita de Xile de més alta jerarquia. Va ser aprovada per un referèndum celebrat durant la dictadura militar d'August Pinochet, en condicions irregulars. Actualment és la constitució vigent a Xile.

## Procés de redacció de la Constitució
Va ser redactada entre el 1973 i el 1980. El gruix del projecte va ser elaborat per la Comissió d'Estudis de la Nova Constitució, passant el 1978 al Consell d'Estat, que va realitzar importants modificacions, establint regles per a una transició democràtica. Finalment el projecte va ser lliurat a la junta militar, que rebutjà les modificacions del Consell d'Estat, mantenint el projecte de 1978 amb lleus modificacions.
A les disposicions transitòries, elaborades per la junta, es reelegia Pinochet per vuit anys, donant-li la possibilitat de postular una tercera vegada el 1988. Va ser aprovada per un referèndum celebrat durant la dictadura militar d'August Pinochet, en condicions irregulars.

## Contingut
Aquestes són les principals característiques de la constitució de la República de Xile de 1980:
- República democràtica[5]
- Estat unitari, dividit en regions[6]
- Presidencialisme[7]
- Bicameralisme
- Forces Armades amb poder polític[8]
- Tribunal Constitucional[9]
- Reforçar el dret de propietat[10]